# Fåberg
Fåberg är en tätort i Lillehammers kommun i Innlandet fylke i Norge. Orten är belägen på östra sidan av älven Gudbrandsdalslågen, cirka sju kilometer norr om staden Lillehammer och utgjorde tidigare centralort i dåvarande Fåbergs kommun i Oppland fylke.

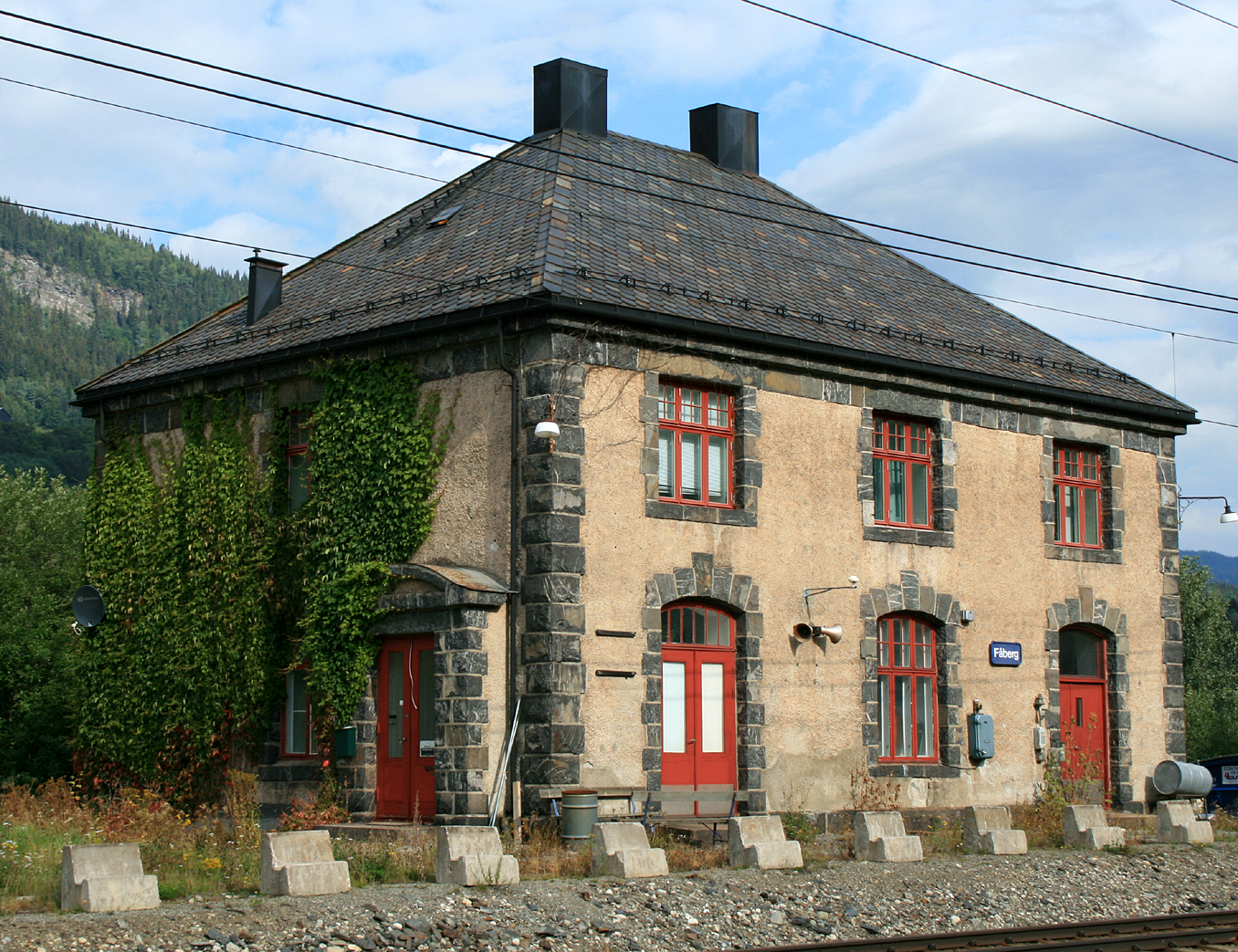
Fåbergs numera nedlagda järnvägsstation vid Dovrebanen.